# Torymus kononovae
Torymus kononovae is een vliesvleugelig insect uit de familie Torymidae. De wetenschappelijke naam is voor het eerst geldig gepubliceerd in 1991 door Zerova & Seregina.